# 尧雄
尧雄（499年—542年），字休武，上党郡长子县（今山西省长治市长子县）人，北魏、东魏官员。

## 生平

### 效力北魏
尧雄年少骁果，善骑射，轻财重气，为同时代人所看重。永安年间，拜宣威将军、给事中、持节慰劳恒燕朔三州大使。
永安二年（529年）二月，豫州刺史尧雄击退南梁司州刺史陈庆之、郢州刺史田朴特等入侵。三年（530年），陈庆之围攻悬瓠，破行台孙腾、大都督侯进、尧雄、梁州刺史司马恭于楚城。
此后，尧雄受任为都督，随大都督叱列延庆讨平叛将幽州刺史刘灵助，拜镇东将军、燕州刺史，封城平县伯，邑五百户。
晋州刺史高欢起兵讨伐权臣柱国大将军、并州刺史、录尚书事尔朱兆，尧雄随尔朱兆败于广阿，于是率所部据定州归顺高欢。尧雄从兄沧州刺史尧杰到瀛州，闻讯也遣使归降。高欢以其兄弟俱有诚款，就留尧杰行瀛州事，不久以尧雄为车骑大将军、瀛州刺史以代尧杰，进爵为公，增邑五百户。当时法律宽松，官府争相敛财。唯独尧雄取之有道，又能施恩下属，深为官吏和民众所依附想念。
永熙三年（534年）六月，北魏孝武帝正图谋讨伐当时已经成为权臣的高欢，高欢上表陈说自己的军事规划，其中提到准备派遣领军将军娄昭、相州刺史窦泰、前瀛州刺史尧雄、并州刺史高隆之率兵五万讨伐荆州。孝武帝意识到高欢觉察到自己的意图了，于七月逃入关中，北魏自此分裂为东魏和西魏。

### 效力东魏
尧雄为大都督，随豫州刺史高昂周旋征讨三荆（荆州、南荆州、东荆州）不服高欢的势力，破荆州刺史贺拔胜于穰县，仍除二豫、扬、郢四州都督、豫州刺史。前任颍川郡太守元洪威据颍州叛乱，百姓赵继宗杀颍川郡太守邵招，据乐口，自称豫州刺史，响应元洪威。尧雄率众讨伐，赵继宗败走。百姓趁尧雄出兵，推本城人王长为刺史，据州联合西魏。尧雄又与行台侯景讨平之。南梁将李洪芝、王当伯袭破平乡城，侵扰州境。尧雄在要道设伏截击，生擒李洪芝、王当伯等，俘获甚众。陈庆之又率众逼州城，尧雄出战，所向披靡，身中二创，斗志越来越强烈，陈庆之败，弃辎重而逃。天平二年（535年）二月，陈庆之复围南荆州，尧雄说白苟堆是梁的北面重镇，趁其空虚，攻之必克，梁军得知了必会解围，机不可失。于是率众攻打白苟堆，陈庆之果然解围而来。梁军未到，尧雄攻陷白苟堆，擒梁镇将苟元旷（一作苟元广）和二千士兵。梁以元庆和为魏王，六月侵扰南豫州南城。尧雄率众讨伐，大破元庆和于南顿。不久与侯景攻破梁朝的楚城。豫州百姓上书，请求让尧雄为刺史，于是复行豫州事。
四年（537年）九月，高欢以司空侯景为西道大行台，与军司、大都督高昂、行台任祥、御史中尉刘贵、尧雄、冀州刺史万俟洛一同治兵于虎牢。十月，颍州长史贺若统抓住刺史田迅，据州降西魏。十一月，东魏诏尧雄与广州刺史赵育、扬州刺史是宝等各率本州士马随任祥并势攻打。西魏遣大都督宇文贵、乐陵公怡峰、帐内都督李檦、右丞韦孝宽等率步骑二千救援。西魏军到阳翟时，尧雄等距离颍川才三十里，任祥率军四万为后继。西魏诸将以为敌众我寡不可争锋，宇文贵却说尧雄等认为他们兵少必不敢进，如果与任祥合兵攻颍州，城必危，屯兵阳翟正中对方下怀，如果贺若统城破被俘，他们此次出兵也没有意义了。他提出进军颍川，可以守城，又出其不意，进退两难，必可破敌。于是迅速占据颍川，率千人背城为阵，并与梁州刺史梁椿在合战时大破尧雄。尧雄败走，赵育回到本州请降，西魏俘虏东魏士卒万余人，都放了。任祥得知尧雄败了，不敢进军，宇文贵、怡峰、李檦乘胜又大败之。是云宝回到本州，杀东扬州刺史那椿，以州降西魏。西魏以宇文贵为开府仪同三司，是云宝、赵育为车骑大将军。尧雄收集散卒，退守大梁。西魏权臣宇文泰乘胜遣韦孝宽等攻豫州。尧雄部下都督郭丞伯、程多宝等举豫州降敌，擒刺史冯邕及家属及部下妻子数千口，想解送京城长安，到乐口时，尧雄的外兵参军王恒伽、都督赫连俊等数十骑从大梁截击，斩程多宝，将尧雄等的家口带回大梁。西魏以郭丞伯为颍川郡太守，尧雄仍与侯景讨伐他。尧雄又攻破乐口，擒郭丞伯，进讨悬瓠，逐西魏所任刺史赵继宗、韦孝宽等。复以尧雄行豫州事。西魏以是云宝为扬州刺史，据项城；义州刺史韩显据南顿。元象元年（538年）正月，任祥率尧雄等与大行台侯景、司徒高昂、大都督万俟洛等会合于北豫州，一同攻打颍州。守城的西魏都督梁回等弃城遁走，于是收复颍州。二月，尧雄率众攻扬州，一日攻陷二城，擒韩显、扬州长史丘岳，是云宝遁走，俘获西魏诸将妻妾将吏二千人，都解送京师。加骠骑大将军。随侯景平鲁阳，获除授豫州刺史。
同年，陈庆之围悬瓠，尧雄来救，尧雄兄子尧宝乐请求单骑交战，为陈庆之子陈昕所败，尧雄军溃散，梁军攻陷悬瓠。
尧雄虽是武将，性质宽厚，治民颇有诚信，为政时去除繁琐的细节，只是实行主要的施政纲领而已，抚养兵民，得其效力。守边十年，屡有功绩，豫州人长期怀念他。又爱人物，多有施舍，对往来的宾客都赠与厚礼，也因此被称赞。兴和三年（541年），征还京师，不久领司、冀、瀛、定、齐、青、胶、兖、殷、沧十州士卒十万人，巡行西南，分守险要。四年（542年），卒于都城邺城。赠使持节、都督青徐胶三州军事、大将军、司徒公、徐州刺史，谥武恭。子尧师继承爵位。

## 家庭

### 祖父
- 尧暄，北魏司农卿

### 父母
- 尧荣，北魏员外散骑侍郎
- 赵胡仁，南阳郡太守赵某之女，封南阳郡君[20]

### 兄弟姐妹
- 尧奋，东魏使持节、都督颍州诸军事、骠骑大将军、左光禄大夫、颍州刺史、颍州大都督、安夷武忠伯
- 尧难宗，北齐征西将军、开府仪同三司、怀州诸军事、怀州刺史、征羌县侯

### 子女
- 尧师，东魏城平县公
- 尧珞，北齐殿中长史

## 评价
- 《北齐书》
  - 史臣曰：高祖霸业始基，招集英勇。张琼等虽识非先觉，而运属时来，驱驰戎旅，日不暇给，义宣御侮，契协宠图，临敌制胜，有足称也。（高欢在霸业初期招集英勇之士，张琼等虽然起初没有先见之明，但后来却顺应形势加入，行军奔走，日夜奔忙，有抵御外敌的义气和彼此和睦的默契，对敌时能够制胜，有足够称道的地方。）
  - 赞曰：霸图立肇，王业是因。伟哉诸将，实曰功臣。永怀耿、贾，无累清尘。（王图霸业都是有起因的，伟大的诸将都是像耿弇、贾复一样受人怀念的功臣。）[1]

## 延伸阅读
[在维基数据编辑]
 《北齊書/卷20》，出自李百药《北齊書》